# Lac de la Bailletta
Le lac de la Bailletta est un petit lac de montagne situé à près de 2 800 m d'altitude, sur la commune de Val-d'Isère en Savoie, près du parc national de la Vanoise. Du lac, on accède facilement au col de la Bailletta (2 852 m) et à la réserve naturelle de la Grande Sassière.

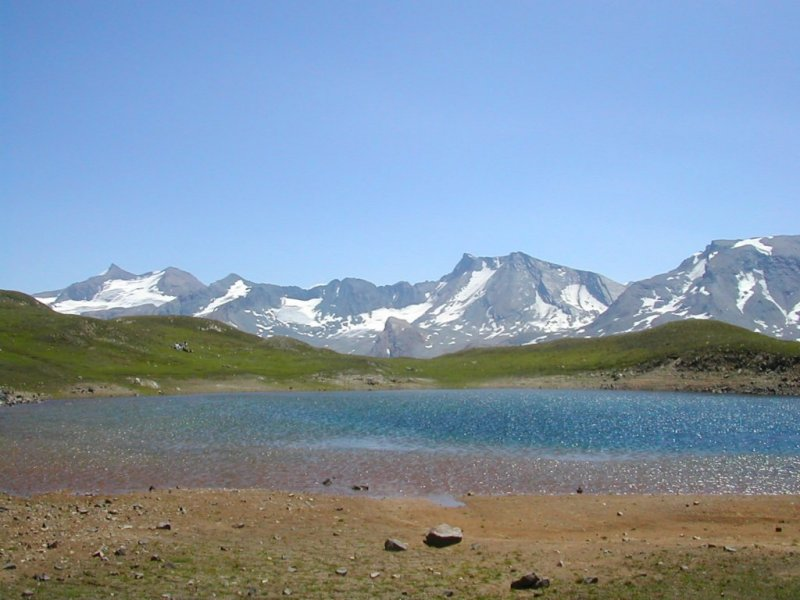
Au bord du lac.